# 白宮奈々
白宮 奈々（しろみや なな、1996年10月6日 - ）は、日本の元グラビアアイドル、元女優、元モデル。兵庫県出身。ミスFLASH2020グランプリ。2022年12月31日を以って芸能界を引退した。

## 来歴・人物
趣味はショッピング、体を動かすこと。特技はトランペット、クラリネット、洋裁。
2012年に株式会社放映新社の大阪本社に入所。女優・アイドル・モデルとして活動を開始。
2014年に学業専念のために事務所を退社。
2017年夏に舞台出演をきっかけにフリーで芸能活動を再開。
2019年にアイエス・フィールドに所属。
2020年1月13日、ミスFLASH2020にてグランプリに選出された。歴代グランプリの中で一番小柄といわれる。
2020年8月31日をもって、アイエス・フィールドとの契約を解除した事、新しい事務所が見つかるまでフリーで活動する事を自身のTwitter・Instagramで報告した。
2020年12月25日、自身のTwitter・Instagramで株式会社TRUSTARに所属した事を報告した。
2022年3月24日、競馬番組「うまみちゃんねる」の「うまみガールズ」8期生に選出されたことを自身のTwitterで報告した。
2022年5月1日、同年4月30日を以って株式会社TRUSTARを退所。その後はフリーとして活動することを自身のTwitter・Instagramで報告した。
2022年11月22日、同年12月31日を以って芸能界を引退することを自身のTwitterで報告した。

## 出演

### テレビ
- NHK時代劇「猿飛三世」(2012年、NHK)
- NHK連続テレビ小説「ごちそうさん」(2013年、NHK)
- NHK時代劇「銀二貫」(2014年、NHK)
- 「関西ウォーカーTV」(2013年)
- 「歌謡花舞台」(2014年、サンテレビジョン)
- 「全日本○○コンテスト~アビリティ~ お嬢様グラドルコンテスト」(2019年、AbemaTV)
- 「透明彼女シーズン8」(2019年、V☆パラダイス)
- 「東京オーディション(仮)」(2019年、TOKYO MX)
- 「水曜日のダウンタウン」(2020年、TBS)
- 「デートなう」(2021年、テレビ大阪)

### 舞台
- 光岡洋特別公演 第1部「島立ち」（2013年10月6日、メルパルク大阪） - ひろこ 役
- アリスインプロジェクト「アリスインデッドリースクール ビヨンド・OSAKA[13]」風組（2017年7月27日 - 30日、インディペンデントシアター2nd） - 村崎静香 役
- 劇団ドリームプリンセス「女人劇 贋作 春のめざめ[14]」（2017年10月19日 - 22日、築地本願寺ブティストホール） - ライン 役
- アリスインプロジェクト「暁!!三國学園オルタナティブ[15]」（2017年11月29日 - 12月3日、インディペンデントシアター2nd） - 周優依 役
- 清月エンターテイメント「朗読劇『星巡り、そして地球』[16]」（2018年1月27日 - 28日、三鷹RIスタジオ）
- 清月エンターテイメント「朗読劇『僕と7通の手紙』[17]」A・Cチーム（2018年2月10日 - 11日、三鷹RIスタジオ）
- 清月エンターテイメント「朗読劇『イエローサブマリン〜スラムの国のアリス〜（2018）』[18]」（2018年03月31日 - 4月1日、三鷹RIスタジオ） - W主演 いそがしラビット 役
- アリスインプロジェクト「続・魔銃ドナー 〜アーティフィシャル ダイアリシス〜[19]」星組（2018年4月12日 - 15日、新宿村LIVE） - セイラ 役
- 清月エンターテイメント「朗読劇『もしも8才の子供が大統領になったら』[20]」（2018年5月13日、三鷹RIスタジオ）
- SHOWMAN'S「ドリームレスキュー・言うことナース!〜エピソードゼロだけどぉ〜[21]」（2018年7月5日 - 8日、新宿村LIVE） - 月島メロン 役
- アリスインプロジェクト「最果ての星〜アリスインデッドリースクール外伝〜[22]」星組（2018年8月23日 - 9月2日、池袋・シアターKASSAI） - 瑞野真有 役
- 朗読三昧「私の知らない、私の事情 大阪公演[23]」（2018年10月6日 - 7日、心斎橋・グロッタ・デ・アモーレ）
- SHOWMAN'S「ミュージカル・まいっちんぐマチコ先生〜画業45周年だよマンガ道〜[24]」Aキャスト（2018年11月10日 - 13日、新大久保・R'sアートコート） - 千葉るりこ 役
- アリスインプロジェクト「アドリブ心理劇『ドナー・イレブン』[25]」（2018年12月19日 - 30日、池袋・シアターKASSAI） - 森川恵宮 役
- 劇団ドリームプリンセス「カーテンコール〜この想い、届け!〜[26]」（2019年3月28日 - 31日、新宿村LIVE） - 真央 役
- アイエス・フィールド「Greif[27]」（2019年4月25日 - 28日、学芸大学・千本桜ホール） - 柏木春香 役
- 劇団ドリームプリンセス「スリーアウト〜ホームラン編〜」星チーム（2019年6月7日 - 16日、新宿村LIVE）
- アイエス・フィールド「Greif2[28]」Aチーム（2020年1月23日 - 26日、学芸大学・千本桜ホール） - セイラ 役
- 劇メシ「アイ・アム・エー・アイ〜I★M★A★I〜」黒チーム（2020年3月14日 - 19日、関内・イタリアンダイニング カリーナ） - 夢見ここち 役
  - オンライン公演（2020年4月6日 - 26日）[29]
- 演劇ユニット【メイホリック】「朗読劇『彼女の愛した都市伝説』」（2020年11月13日 - 15日、新宿シアター・ミラクル）
- 東出有貴プロデュース「僕達はまだ終わりを知らない」（2021年5月1日 - 4日、中目黒キンケロシアター） - 蒼 役[30]
- feather stage「THE END OF 通勤急行大爆破[31]」Aチーム（2021年5月29日 - 6月6日、池袋・シアターKASSAI） - 稲場浩子 役[32]
- カウンターバリュー・ペインテッド2021（2021年8月10日-15日、劇場HOPE）- 裏チーム・主演　※出演者に新型コロナ陽性者が出たため、13日以降の公演が中止になった。[33]

### ネット配信
- オンライン朗読劇「Greif[34]」（2020年5月1日、アイエス・フィールド） - 蘭 役
  - 再演[35]（2020年5月17日） - 心 役
- オンライン朗読劇「Greif3」（2020年7月4日、アイエス・フィールド） - 宝生咲良 役

### ラジオ
- 激刊!ふじ（2020年01月21日、渋谷クロスFM）
- めっちゃ!よきラジ（2020年03月24日-毎月第4金曜日レギュラー渋谷クロスFM）

### ウェブテレビ
- スピードワゴンの月曜The NIGHT（2020年9月15日、ABEMA）[36]

### 雑誌
- 関西ウォーカー（2013年09月04日-17日）
- 関西ご当地アイドル名鑑（Kansai Walker）
- アイドル図鑑
- 整形した!?と思われるくらいかわいい詐欺級メイク 神ワザ50（宝島社）
- EX MAX! special（楽楽出版）
- EX MAX!（楽楽出版）
- FLASH（光文社）
- ドカント（デジタルスタイル出版）
- MEN'S DVD（三和出版）

### デジタルコンテンツ
- sabra net (2020年1月28日、小学館)

### 広告モデル
- 創造学園エディック 個別指導（2013年 - 2014年)

## 作品

### DVD・Blu-ray
1. 「マカロンがーる」(2019年1月3日、ファインクリエイト) - DVD・Blu-ray
2. 「sweet」(2019年4月3日、ファインクリエイト) - DVD・Blu-ray
3. 「ミスFLASH2020 白宮奈々」(2020年4月20日、ラインコミュニケーションズ) - DVD

### 写真集
- ミスFLASH2020写真集「ビキニパークへようこそ」(2021年1月19日、光文社)
- DVD写真集「競これ」(2021年10月30日、デジタル出版

### デジタル写真集
- 「白宮奈々【私服ワンピ】お嬢様はFカップ」(2019年9月27日、グラビア学園)
- 「白宮奈々【制服ビキニ】お嬢様はFカップ」(2019年9月27日、グラビア学園)
- 「白宮奈々【スパッツ】お嬢様はFカップ」(2019年9月27日、グラビア学園)
- 「白宮奈々 自撮り写真集」(2019年10月4日、グラビア学園)
- FLASHデジタル写真集「白宮奈々 ミスFLASH2020グランプリ」(2020年2月28日、光文社)

### トレーディングカード
- FLASHトレカシリーズ第12弾「ミスFLASH〜2020〜」公式トレーディングカード(2021年3月27日)